# Bojan Cvjetićanin
Bojan Cvjetićanin, slovenski glasbenik in igralec srbskega porekla, * 6. januar 1999, Ljubljana.
Bojan je glavni pevec ljubljanske pop rock skupine Joker Out, ki je na Pesmi Evrovizije 2023 zastopala Slovenijo. Kot igralec se je pojavil v slovenski komično-dramski nanizanki Gospod profesor v vlogi glasbenika Luke.. Mladi glasbenik pa je glavno vlogo dobil v celovečernem filmu Kaj pa Ester?.

## Izobrazba
Šolal se je na Gimnaziji Poljane in študiral sociologijo na Fakulteti za družbene vede v Ljubljani.

## Kariera pred Joker Out
Njegovi glasbeni začetki segajo v peti razred osnovne šole, ko sta leta 2010 s prijateljem ustanovila skupino No name. Nato je nastala skupina Apokalipsa, katere člani so bili Cvjetićanin, Martin Jurkovič in Matic Kovačič, bobnar. Pridružila sta se jim še kitarista Rok Molnar in Luka Škerlep. Nastopali so na različnih osnovnih šolah in gimnazijah, nato pa se je leta 2016 njihova pot zaključila. Cvjetićanin je na koncertu drugega banda po imenu Buržuazija spoznal Krisa Guština in Jana Peteha, ki sta se nato pridružila njemu, Jurkoviču in Kovačiču in nastal je Joker Out.

## Družina
Njegova starša, Branko in Snežana Cvjetićanin, oba po rodu Srba in po poklicu zdravnika, sta v Slovenijo prišla med vojnami v devetdesetih letih. Bojan ima sestro Tijano, ki je diplomirana pravnica.